# 모나코 방언

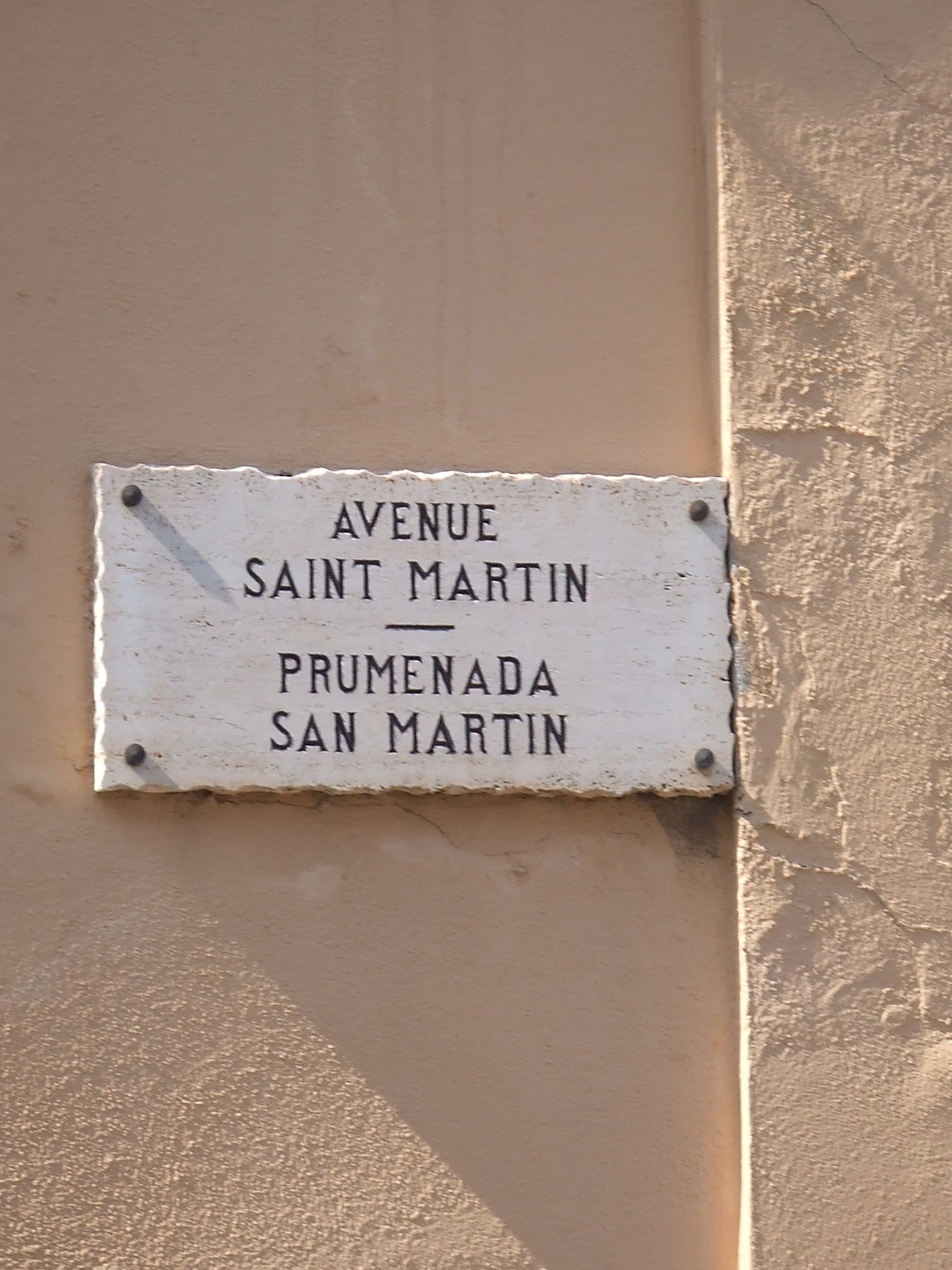

모나코 방언(프랑스어: Monégasque 모네가스크[*] / Munegascu 무네가스쿠)는 제네이제에 근거를 둔 로망스어군으로 현대 리구리아어의 방언이다. 모나코어는 모나코에서 사용되며 학교에서 가르친다. 제노바에서 사용되는 제노바 방언와 유사하고 인접한 인테멜리 방언와 망통 방언과는 다르다. 오크어의 영향을 강하게 받았다.

## 역사
모나코어는 현재 문학 작품에서 활발하게 쓰이고 있다. 특히 모나코가 독립국으로 있으면서 그 위상이 유지되었다.

## 철자법
모나코어 철자법은 일반적으로 이탈리아어 정서법과 유사하지만 몇가지 예외가 있다.
- ü는 프랑스어의 u 발음이나, 독일어와 유사하다.
- œ는 발음이 프랑스어의 é와 같이 발음되고, bœuf의 œu 발음과는 다르다. œ의 발음은 리구리아어 발음과 유사하고 ö로 발음된다.
- ç는 프랑스어 (/s/)의 발음과 유사하다. tradiçiùn는 이탈리아어의 tradizione에서 온 것이 아니라 프랑스어의 tradition에서 유래되었다.

## 같이 보기
- 이탈리아어 방언
- 유럽의 언어